# Hildegard von Rheden
Hildegard von Rheden, geb. Dewitz von Woyna (* 29. Juli 1895 in Neustadt am Rübenberge; † 26. April 1987 in Adelheidsdorf), war eine deutsche Politikerin (DRP) und Mitglied des Niedersächsischen Landtages.

## Leben

### Herkunft
Sie war die Tochter des königlich preußischen Landrats Wilhelm Dewitz von Woyna (1857–1930), Gutsherr auf Poggenhagen bei Neustadt am Rübenberge sowie Mitglied des preußischen Abgeordnetenhauses, und der Anna geb. Ulrich.

### Werdegang
Nach dem Besuch eines Lyzeums in Hannover absolvierte sie eine hauswirtschaftliche Ausbildung auf dem elterlichen Gutshof Poggenhagen und in Großbritannien. Sie engagierte sich im Landkreis Gronau im Kreisverband des Deutschen Roten Kreuzes. Sie gründete den dortigen Kreislandfrauenverband und wurde Mitglied des Vorstandes im Landesverband landwirtschaftlicher Hausfrauenvereine für Hannover, Braunschweig, Oldenburg und Lippe. Für die deutsche Landfrauenarbeit im Reichsnährstand wurde von Rheden Abteilungsleiterin, und schließlich vertrat sie Deutschland als Delegierte im Weltlandfrauenbund in London (Abteilung für Handwerk und Handfertigkeit).
Zum 1. Mai 1931 trat sie in die NSDAP ein (Mitgliedsnummer 537.820), für die sie u. a. als Wahlkampfrednerin auftrat. 1933 war sie als Referentin für Landfrauenfragen in der Landesbauernschaft Hannover. Im Jahr 1935 gründete sie eine Webschule in Jetenburg, die sie bis 1945 leitete.
Von 1945 bis 1947 befand sie sich in einem Internierungslager. 1948 wurde sie in der Kategorie IV als Mitläuferin entnazifiziert.
Von 1955 bis 1961 war Hildegard von Rheden Mitglied im Parteivorstand der DRP, zudem war sie Frauenreferentin der Partei. Außerdem war sie vom 6. Mai 1955 bis 5. Mai 1959 Mitglied des Niedersächsischen Landtages (3. Wahlperiode); im Zeitraum vom 5. November 1957 bis zum 2. Juni 1958 war sie Gast der FDP-GB/BHE-Fraktion, zuvor bis zum 4. November 1957 Mitglied der DRP-Fraktion. Vom 4. Dezember 1957 bis 5. Mai 1959 war sie zudem Mitglied im Kultusausschuss.

### Familie
Sie heiratete am 25. Juni 1914 auf Gut Poggenhagen den Gutsbesitzer Hartwig von Rheden (1885–1957), Gutsherr auf Rheden und Heinum (heute Ortsteil von Gronau (Leine)), später Mitglied des Reichstages und Landesbauernführer von Niedersachsen. Er war der Sohn des Gutsbesitzers August von Rheden (1853–1907), u. a. Präsident der Landwirtschaftskammer und Mitglied des Preußischen Herrenhauses, und der Elfriede von der Decken (Haus Stellenfleth, 1860–1930). Das Ehepaar hatte zwei Söhne und zwei Töchter.